# Дябыла
Дябыла (якут. Одьулуун) — село, центр Ожулунского наслега (якут. Одьулуун нэһилиэгэ) Чурапчинского улуса Республики Саха. Расположен на правом берегу реки Татты (левого притока реки Алдан), в 15 км к юго-западу от улусного центра Чурапча. Население — 995 чел. (2021), большинство — якуты .

## История
Село Дябыла было основано в 1939 году. Являлось центральной усадьбой колхоза им. В. И. Ленина. В октябре 1967 года в мастерской Ожулунской восьмилетней школы был открыт филиал Тюнгюлюнского профтехучилища № 4 Мегино-Кангаласского района, через два года преобразованное в Ожулунское профтехучилище № 13. Среди выпускников этого училища такие известные люди как заслуженная артистка России Нина Чигирева (оперная певица (меццо-сопрано), лауреат международных конкурсов), заслуженная артистка Якутии Раиса Захарова, заслуженный механизатор Якутии Павел Дмитриев, кавалер ордена «Трудовой Славы» Валерий Барашков и лауреат Государственной премии Якутии Дмитрий Ноев. В 2003 году образовано муниципальное образование «Ожулунский наслег» с административным центром в с. Дябыла. В 2006 году создана добровольная народная дружина — Дябыльская стража (якут. Дьабыла харабыллара). В 2007 году из-за пожара погиб урожай на значительной части сельхозугодий. 10 июля 2014 года в результате обильных осадков произошло повышение уровня воды в озёрах и ручьях в районе ГТС водохранилища «Сирэ-Хологос», расположенного в Хадарском наслеге. Больше всех пострадало село Дябыла. Всего в селе было подтоплено 114 дворовых территорий, в том числе 57 жилых домов. В результате летнего паводка пострадало 920 человек. Село освободилось от воды только на третий день.

## Население
| 1989 | 2002  | 2010  | 2021 |
| ---- | ----- | ----- | ---- |
| 1400 | ↘1042 | ↗1112 | ↘995 |

## Экономика

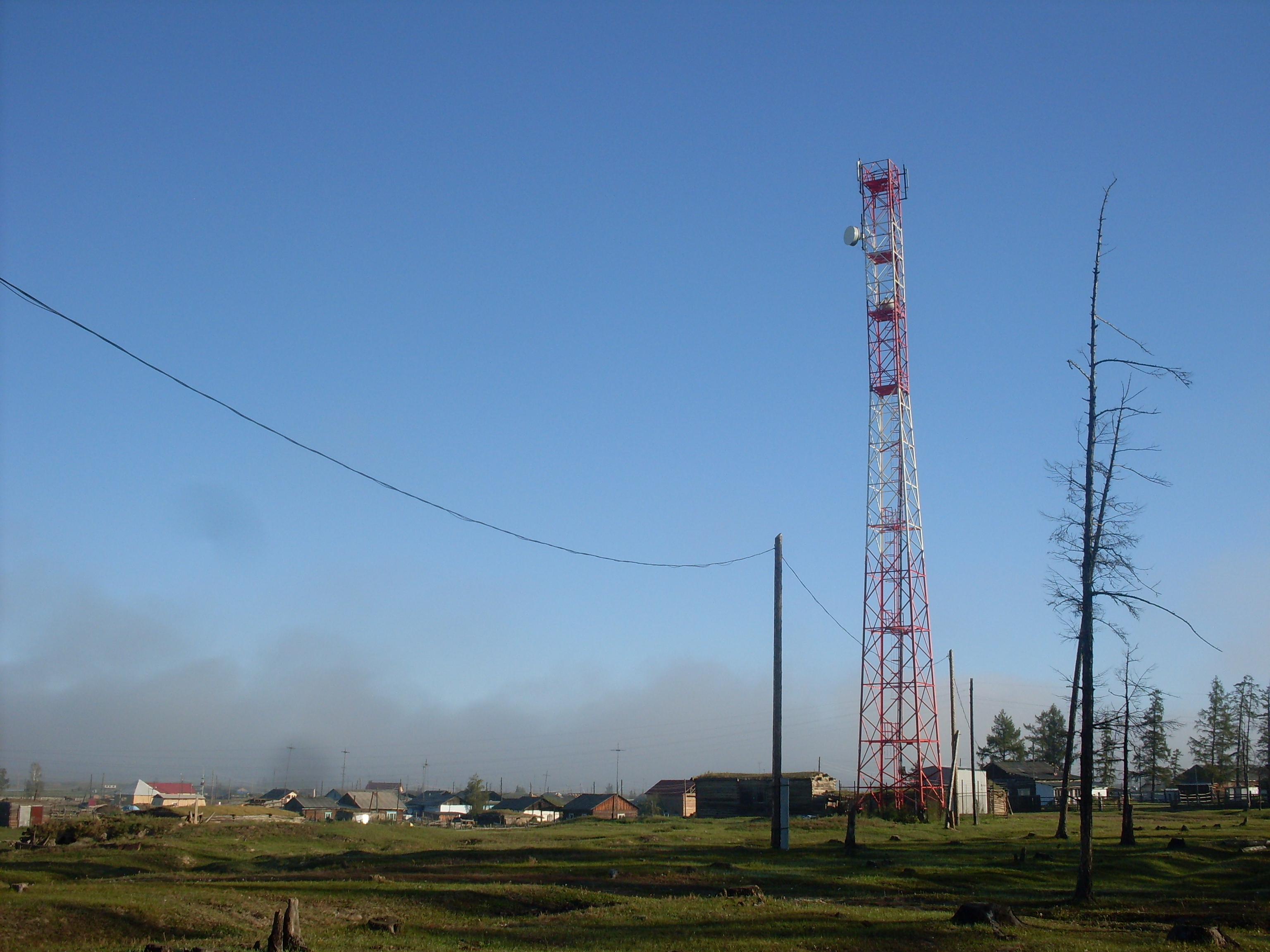
Антенна Билайн

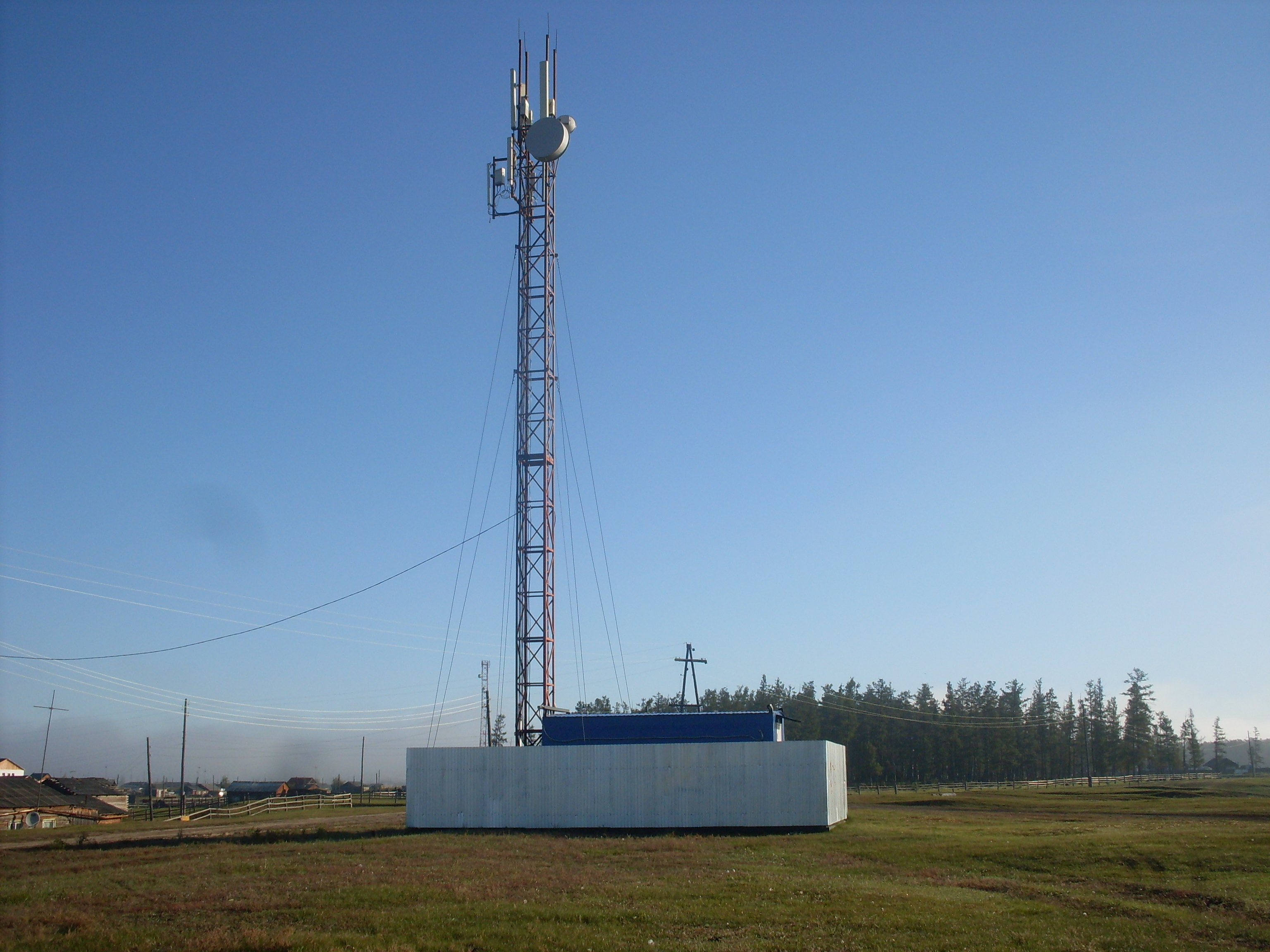
Антенна МТС

Основная отрасль экономики — сельское хозяйство, преимущественно мясо-молочное скотоводство, мясное табунное коневодство, возделывание зерновых культур. В селе расположен хозяйственный центр ассоциации крестьянских хозяйств имени К. Маркса. Работают Дом культуры; профессиональный лицей № 14 (бывшее профтехучилище № 13, с 2000 федеральная экспериментальная площадка по теме интеграции общего и профессионального образования) и Ожулунская средняя общеобразовательная школа; Ожулунская сельская участковая больница; учреждения торговли; отделение «Почта России».
Дябыла — один из крупнейших в улусе промышленных центров, производит около 30 % всей продукции улуса. Кроме того здесь располагается крупнейшая в улусе деревообрабатывающая компания Churapchy Gold и крупнейшая в улусе радиокомпания Уулаах Күөл FM. Важный транспортный узел.

## Известные люди
- 13 февраля 1936 года в Ожулунском наслеге родился Василий Назарович Егоров — Тумарча, геолог, лауреат Государственной премии Якутии в области материального производства, прозаик, публицист, член Союза писателей СССР.
- Гаврил Гаврильевич Колесов (род. 1979) — семикратный чемпион мира по шашкам.